# Héctor Cifuentes
Héctor Adolfo Cifuentes Mendoza (nacido en 1951) es un abogado y político guatemalteco que se desempeñó como Ministro de Trabajo y Previsión Social de 1997 a 1998. Fue candidato a vicepresidente en las elecciones generales de 2023 por la coalición Valor–Unionista.

## Biografía
Cifuentes se graduó como abogado de la Universidad de San Carlos de Guatemala. Se involucró en el proyecto político de Álvaro Arzú en la década de 1980 y rápidamente se convirtió en uno de sus más estrechos colaboradores. Fue uno de los miembros fundadores del Partido de Avanzada Nacional (PAN), donde fue elegido Secretario General.
En 1996, el entonces presidente Álvaro Arzú nombró a Cifuentes como secretario general de la Presidencia. En enero de 1997, Arzú reorganizó su gabinete y Cifuentes asumió como Ministro de Trabajo y Previsión Social. Arzú hizo una segunda remodelación en su gabinete en enero de 1998 y Cifuentes ocupó nuevamente el cargo de Secretario General de la Presidencia.
Cifuentes fue elegido diputado del Congreso en las elecciones generales de 1999 por el Partido de Avanzada Nacional, asumió el cargo en enero de 2000. Unos meses después, renunció al Partido de Avanzada Nacional y apoyó a Álvaro Arzú en la fundación del Partido Unionista. También ejerció como secretario general del Partido Unionista.
Tras dejar el Congreso, Cifuentes fue elegido por el alcalde Álvaro Arzú como secretario general de la Municipalidad de Guatemala en 2004; se mantuvo en el cargo hasta 2019.
El 11 de diciembre de 2022, la coalición Valor-Unionista anunció a su binomio presidencial para las elecciones generales de 2023, conformado por Zury Ríos como precandidata presidencial y Cifuentes como precandidato vicepresidencial.